# Desmond Noel
Desmond Noel (28 novembre 1974) è un ex calciatore grenadino, di ruolo portiere.

## Carriera

### Club
Nel 2002 firma un contratto con il QPR, squadra della massima serie grenadina.

### Nazionale
Ha debuttato in Nazionale nel 2002. Ha partecipato, con la maglia della Nazionale, alla Gold Cup 2009 e alla Gold Cup 2011. Ha collezionato in totale, con la maglia della Nazionale, 33 presenze.